# Tambo Colorado

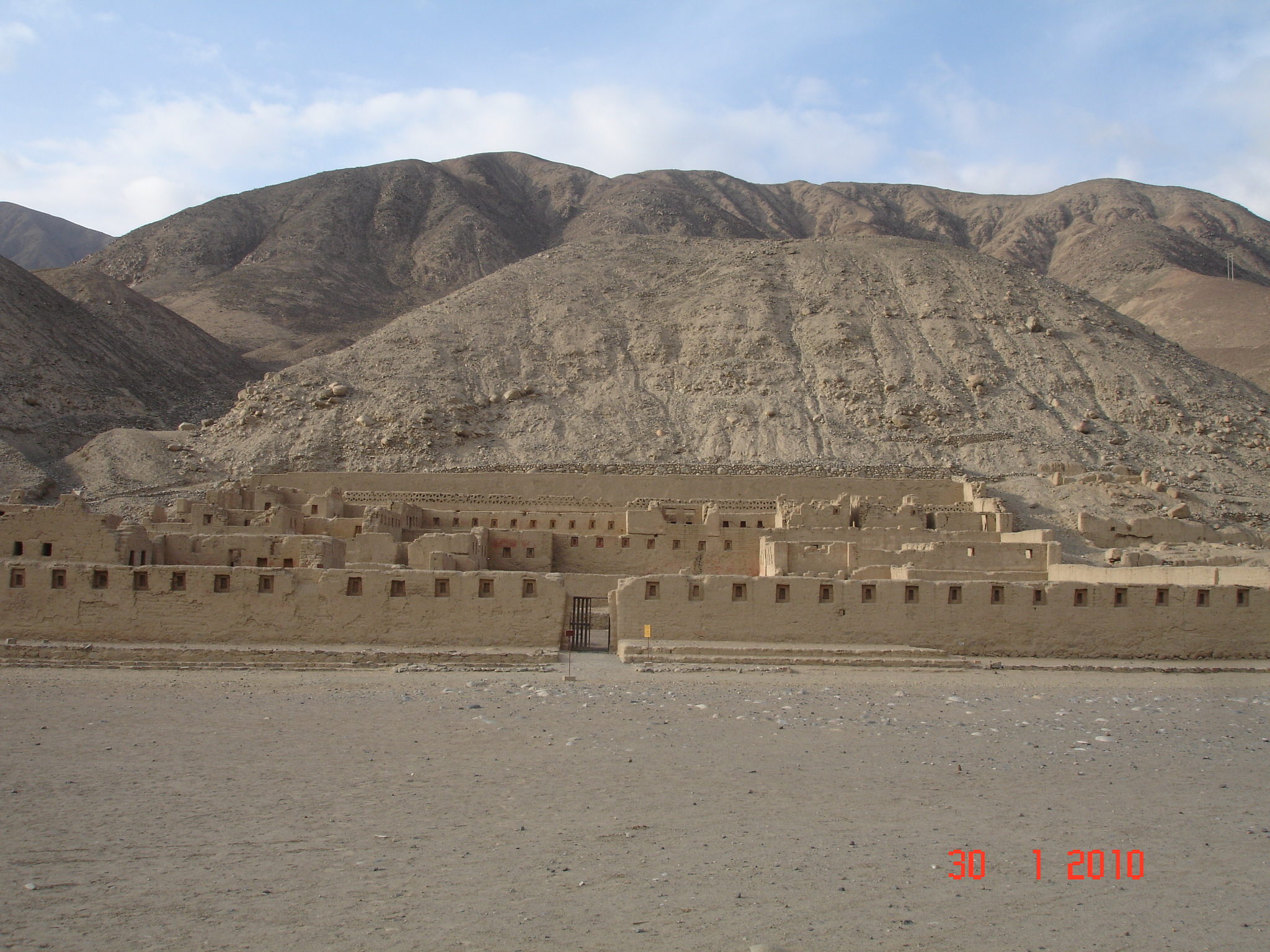
Tambo Colorado

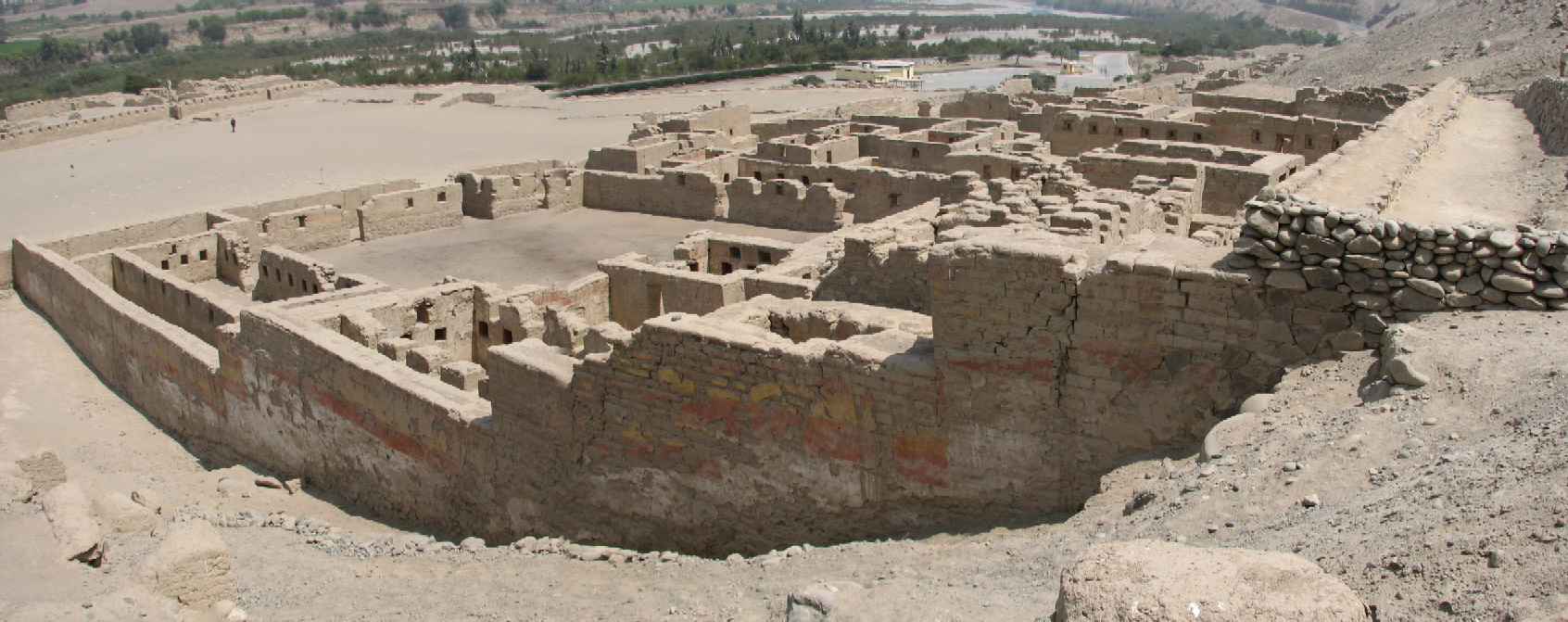

Tambo Colorado, auch bekannt als Puka Tampu, Pucallacta oder Pucahuasi, ist eine ehemalige Inka-Siedlung (um 1450 n. Chr.) im heutigen südamerikanischen Staat Peru im Distrikt Humay der Provinz Pisco. Ins Deutsche übersetzt bedeutet der Name „Rotes Rasthaus“.

## Beschreibung
Die gut erhaltene Ruine auf einer Fläche von rund zwei Hektaren befindet sich auf einem Hügel am rechten Ufer des Río Pisco. Sie liegt 28 Fahrkilometer abseits der Panamericana (Kilometer 227) in Richtung Vilcas Huamán. Die aus sechs Gebäudegruppen bestehende Anlage galt lange als eine ehemalige Garnison an strategisch günstiger Durchgangslage. Jedoch hatte die Siedlung vermutlich eher zivile Bedeutung, wie zahlreiche Ausgrabungsfunde belegen. Die Annahme einer rein militärischen Verwendung gilt seitdem als überholt. Die Mauern sind durchgehend 70 cm dick und bilden ein Raster von Zellen, die einen weitläufigen Zeremonialplatz umgeben. Eines der Gebäude gilt als Badehaus, ein anderes als Palast, sie verfügen über mehrere Belüftungshöfe. Wie für diese Bauten üblich, waren die Lehmziegel-Gebäude meist rot und gelb bemalt und mit vielen Trapezformen konstruiert.